# 沙柳河

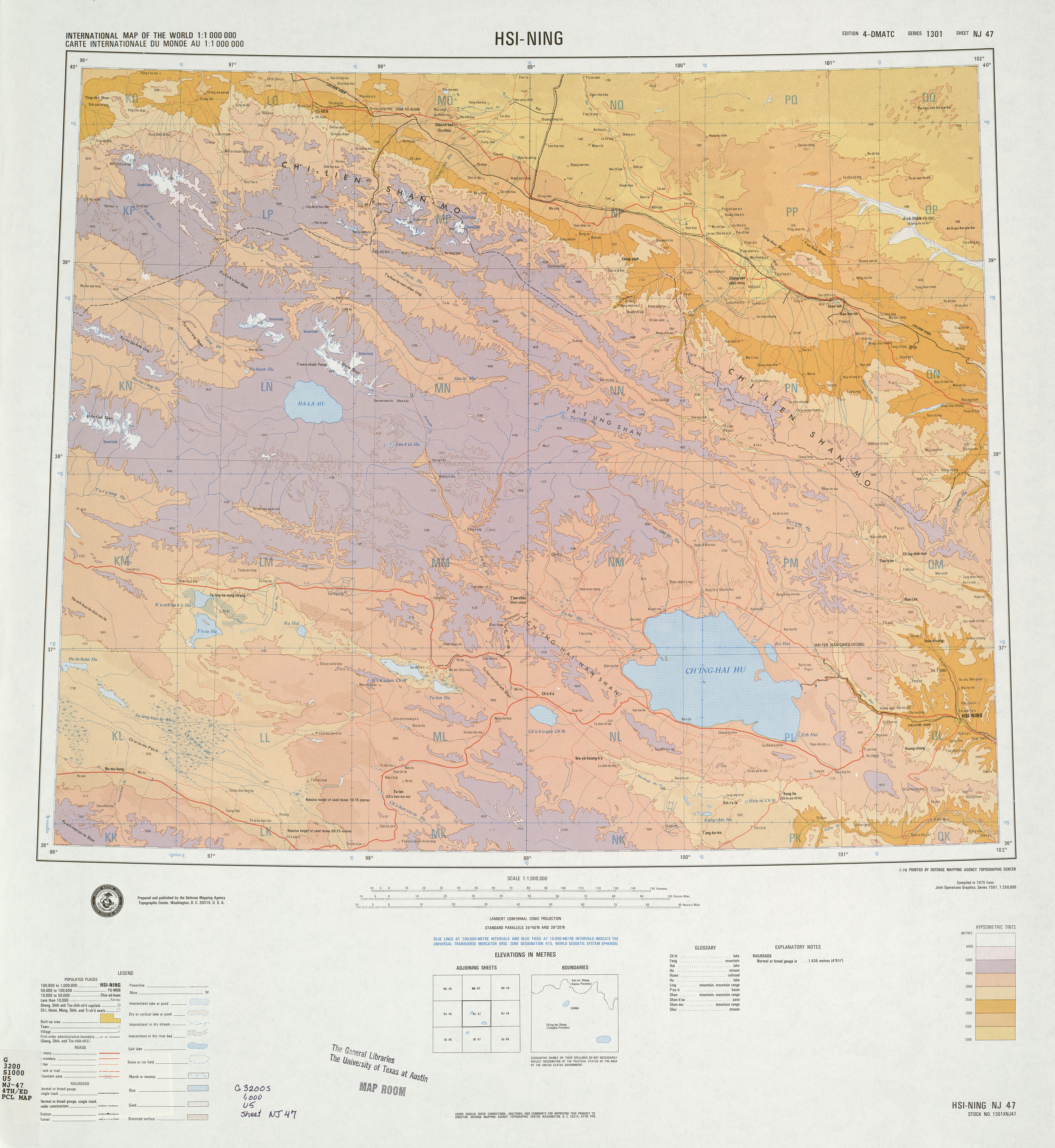
青海省北部地区的地形图，沙柳河位于图中NM和PM区域，标注为Sha liu Ho。

沙柳河也称伊克乌兰曲，蒙古语“伊克”意为“大”，“乌兰”意为“红色”，即“大红河”之意，位于中华人民共和国青海省海北藏族自治州刚察县境内的一条河流，发源于刚察县西北部大通山的克克赛尼哈，自西北向东南流，在恩乃村（刚察大寺）以西转南流，于刚察县城沙柳河镇以北约5千米处出山口，经县城西郊后再向东南，注入青海湖。河长106千米，流域面积1500平方千米，河道平均比降10.5‰，年均径流量约2.33亿立方米。沙柳河山口以下为下游，两岸为宽阔的冲积扇，形成了广袤肥沃的草原，部分已开垦为农田，青海湖农场和三角城羊场即位于此。每年6、7月，青海湖裸鲤（Gymnocypris przewalskii）进入河中产卵繁殖，场面壮观。